# Acanthoderes zischkai
Acanthoderes zischkai es una especie de escarabajo del género Acanthoderes, familia Cerambycidae. Fue descrita científicamente por Tippmann en 1960.
Se distribuye por Bolivia y Perú. Posee una longitud corporal de 11-13,5 milímetros. El período de vuelo de esta especie ocurre en los meses de octubre y noviembre.